# Monchique
Monchique là một đô thị thuộc tỉnh Faro, Bồ Đào Nha. Đô thị này có diện tích 396 km², dân số thời điểm năm 2001 là 6974 người.